# Левченко, Владимир Степанович
Владимир Степанович Левченко — советский хозяйственный, государственный и политический деятель.

## Биография
Родился в 1905 году. Член КПСС с 1940 года.
С 1920 года — на хозяйственной, общественной и политической работе. В 1920—1965 гг. — технический конторщик, стрелочник, составитель поездов на станции Ростов-Пристань, заместитель начальника, начальник Ростовского отделения, начальник службы движения Северо-Кавказской дороги, заместитель начальника, начальник Юго-Восточной железной дороги, первый заместитель начальника Северо-Кавказской железной дороги.
Умер в Ростове-на-Дону в 1971 году.